# Претплатничка телевизија
Претплатничка телевизија (енгл. pay TV) је услуга коју нуде телевизијски оператери, али и сателитски, кабловски и oстaли дистрибутери телевизијских канала. Служи уколико оператер или дистрибутер телевизије жели да наплати поједине телевизијске канале. Кроз сателитски, кабловски или земаљски дистрибутивни систем се дистрибуирају сви, па и шифровани (скрембловани) канали, али се они могу гледати само помоћу посебних уређаја – декодера, који се изнајмљују од сателитског, кабловског или земаљског оператера док траје уговорна обавеза.
Декодером се могу раздвојити канали у групе које могу бити одвојено наплаћиване.